# مويراي

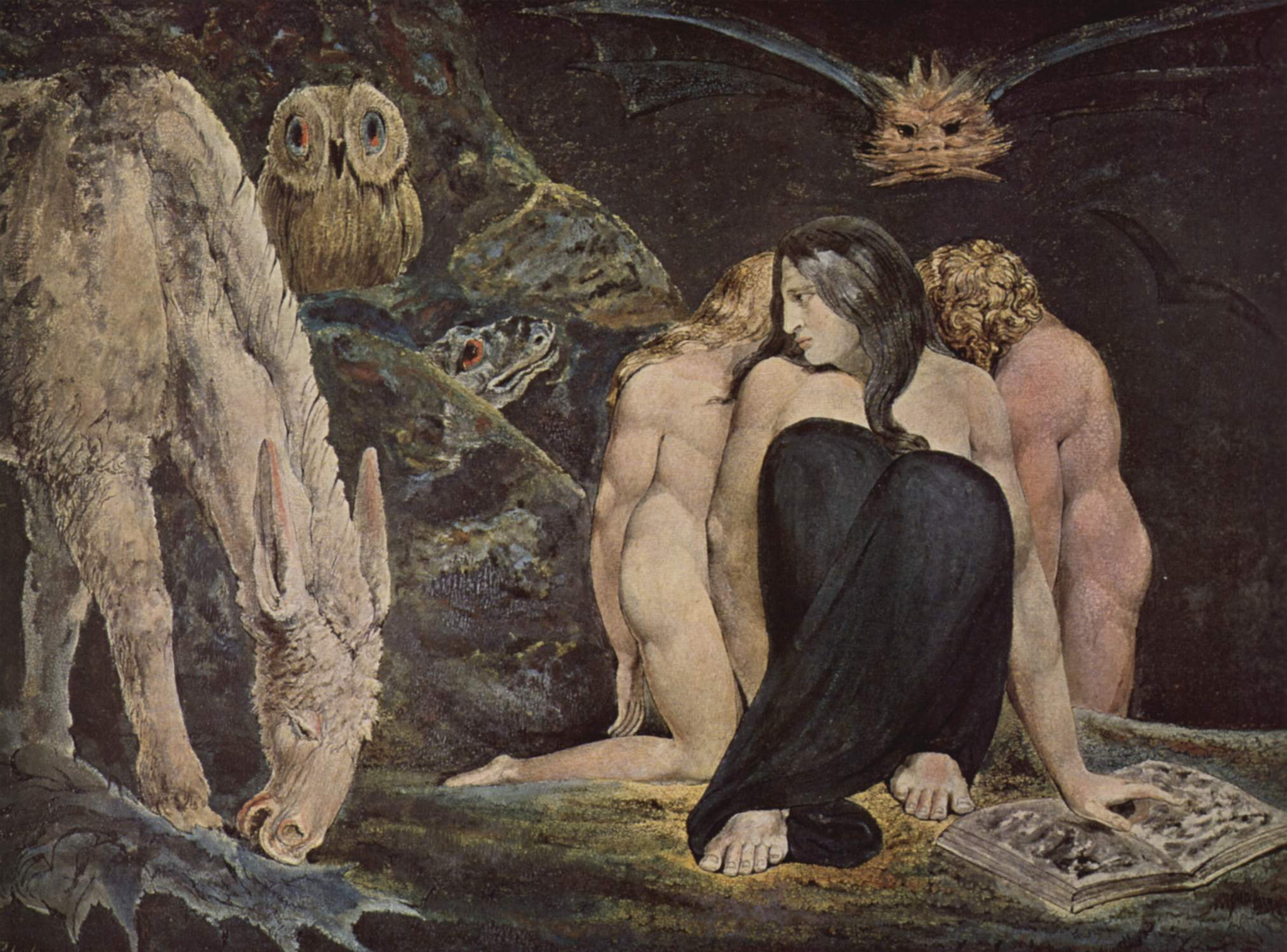

المويراي (باليونانية القديمة: Μοῖραι)، في الميثولوجيا الإغريقية هن ثلاث أخوات يُجَسدن القدر. تم تحديد عددهم بثلاث، وأسماؤهم كلوثو (الغزالة أو الناسجة)، لاكسيس (الموزعة)، وأتروبوس (حرفيًا "التي لا يمكن تفاديها"، أي الموت).
في الثيوغونيا تُعتبر المويراي بنات الإلهة نكس ولهن السلطة على الآلهة، أما في الجمهورية لأفلاطون فيعتبرن بنات أنانكي.